# KPFM
Koordinaten: 36° 29′ 13″ N, 92° 29′ 39″ W
KPFM oder KPFM-FM (Branding: „Country 105“) ist ein US-amerikanischer Countrymusik-Hörfunksender aus Mountain Home im US-Bundesstaat Arkansas. KPFM sendet auf der UKW-Frequenz 105,5 MHz. Eigentümer und Betreiber ist die Mountain Home Radio Station, Inc.

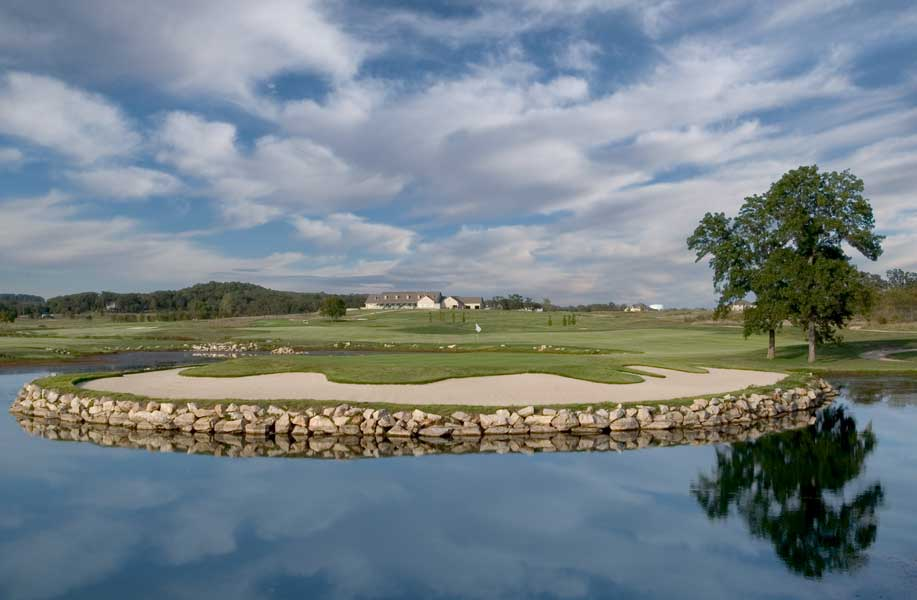
Mountain Home